# Conte Grande
Die Conte Grande war ein 1928 in Dienst gestellter Transatlantik-Passagierdampfer der italienischen Reederei Lloyd Sabaudo, der für den Passagier- und Postverkehr von Genua und Neapel nach New York gebaut wurde. Im Zweiten Weltkrieg diente das Schiff unter der Bezeichnung USS Monticello (AP-61) als Truppentransporter für die United States Navy. Nach dem Krieg kehrte es unter italienischer Flagge in den Passagierverkehr zurück, bis es 1961 verschrottet wurde.

## Passagierschiff

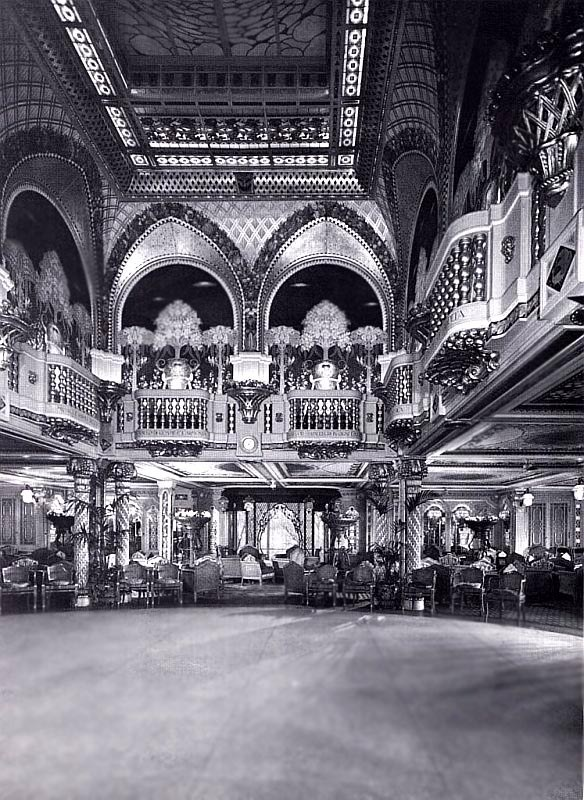
Zweigeschossiger Ballsaal der Conte Grande.

Das 25.661 BRT große Dampfturbinenschiff Conte Grande wurde am 30. Oktober 1926 auf der Werft Stabilimento Tecnico Triestino in Triest mit der Baunummer 764 auf Kiel gelegt. Am 29. Juni 1927 lief das 198,9 Meter lange und 23,8 Meter breite Schiff bei Cantieri San Marco in Genua vom Stapel. Am 27. Februar 1928 wurde der Ozeandampfer fertiggestellt, so dass er am 13. April 1928 zu seiner Jungfernfahrt von Genua über Neapel nach New York auslaufen konnte. An Bord der Conte Grande war Platz für 1780 Passagiere. Sie hatte ein Schwesterschiff, die bereits 1925 in Dienst gestellte Conte Biancamano (23.562 BRT).
Das Schiff wurde von zwei von Stabilimento Tecnico Triestino gebauten Parson-Turbinen angetrieben, die 24.000 PS leisteten und eine Reisegeschwindigkeit von 19,5 Knoten ermöglichten. Außerdem gab es insgesamt neun Kessel. Die äußeren Linien der Conte Grande waren, wie bei italienischen Luxusdampfern üblich, sehr elegant. Das Schiff hatte einen langen schwarzen Rumpf, weiße Decksaufbauten, zwei Promenadendecks und zwei rot-schwarz gestrichene Schornsteine.
1932 wurden die größten italienischen Reedereien – die Navigazione Generale Italiana (Hauptsitz in Genua), die Cosulich Società Triestina di Navigazione (Hauptsitz in Triest) und der Lloyd Sabaudo (Hauptsitz in Turin) – auf Weisung Benito Mussolinis verstaatlicht und zur Società Italia Flotte Riuniti zusammengefasst. Die Flotten dieser Reedereien wurden daher zusammengelegt und die Conte Grande kam unter neue Eignerschaft. Daraufhin wurde sie 1933 in den überwiegend durch den Tourismus geprägten Passagierverkehr nach Südamerika verlegt. Als Italien am 10. Juni 1940 an der Seite Deutschlands in den Zweiten Weltkrieg eintrat und französisches Territorium besetzte, blieb die Conte Grande im Hafen von Santos (Brasilien) und kehrte zunächst nicht nach Italien zurück. Die Schiffsführung wollte die Entwicklung der politischen Lage abwarten.

### FlüchtlingsschiffConte Grande
Die von Mai bis Juni 1939 dauernde Irrfahrt der St. Louis ist das bekannteste Beispiel einer gescheiterten Immigration jüdischer Flüchtlinge auf dem amerikanischen Kontinent. Ein ähnliches Schicksal wie den Passagieren der St. Louis war jedoch ein knappes Halbjahr zuvor bereits jüdischen Passagieren an Bord der Conte Grande zuteilgeworden.
Am 13. Januar 1939 lief die Conte Grande von Genua kommend im Hafen von Uruguays Hauptstadt Montevideo ein. Zu ihren etwa 300 europäischen Passagieren gehörte auch eine Gruppe jüdischer Emigranten, die in Europa paraguayische Einreisepapiere erhalten hatten. Als das Schiff in Montevideo anlegte, erfuhren die Passagiere, dass ihre paraguayischen Dokumente nicht mehr gültig waren. Zum Hintergrund verweist Eva Goldschmidt Wyman auf einen Artikel der Zeitung „La Hora“ vom 23. Januar 1939. Diese habe berichtet, dass den Flüchtlingen von paraguayischen Konsularbehörden in Frankreich unberechtigterweise Visa verkauft worden seien. Zusätzlich habe eine deutsche Schifffahrtsagentur anschließend den doppelten Preis für die Fahrt mit der Conte Grande verlangt.:S. 112
Uruguay weigerte sich zunächst, den gestrandeten Passagieren zu helfen, und die Reederei erklärte, dass die italienische Regierung ihr verbiete, die Menschen zurück nach Italien zu bringen. Aus innenpolitischen Gründen stimmte das uruguayische Parlament am 16. Januar 1939 schließlich dafür, den Passagieren der Conte Grande zu erlauben, im Land zu bleiben. Beschlossen wurde zugleich, dass damit keine Verpflichtungen einhergehe, in Zukunft mehr Juden aufzunehmen. Die Conte Grande trat am 18. Januar die Rückreise nach Europa an.
Am 27. Januar 1939 meldete die Jewish Telegraphic Agency (JTA), dass die uruguayische Regierung am Vortag die Ausschiffung von 68 auf dem Schiff Conte Grande angereisten jüdischen Passagieren verhindert habe. Deren vom uruguayischen Vizekonsulat in Paris ausgestellte Visa seien für illegal erklärt worden. Betroffen waren diesmal 68 Deutsche, die sich in Cannes auf der Conte Grande eingeschifft hatten.
Eine relativ schnelle Lösung wie im zuvor geschilderten Fall zeichnete sich diesmal nicht ab. Am 2. März 1939 meldete die Jewish Telegraphic Agency:

„Juedische Organisationen hatten heute noch die Hoffnung, dass Chile 68 deutsch-juedische Fluechtlinge aufnehmen wuerde, die sich an Bord des italienischen Schiffes Conte Grande befanden, nachdem ihnen die Einreise nach Uruguay, Bolivien und Argentinien verweigert worden war. Das Schiff verließ gestern diesen Hafen mit einer Ladung von Flüchtlingen, die nach Deutschland zurückgeschickt werden sollen, wenn sie nicht in Rio de Janeiro anlanden dürfen. Unterdessen trafen 30 weitere Flüchtlinge aus Deutschland auf dem deutschen Dampfer General San Martin in Montevideo ein, denen die Einreise nach Uruguay mit der Begründung verweigert wurde, ihre Visa seien illegal ausgestellt worden.“

Die von der uruguayischen Regierung beabsichtigte Rückführung der Flüchtlinge scheiterte offenbar an Frankreich, ihrem letzten europäischen Aufenthaltsland, von dem aus sie ihre Reise angetreten hatten. Nach Jean-Louis Panicacci legte gegen diese Überlegungen das französische Innenministerium sein Veto ein. Ob die Conte Grande die Flüchtlinge darüber hinaus nach Rio de Janeiro brachte, ist unwahrscheinlich. Das Schiff musste Montevideo verlassen und zunächst Buenos Aires anlaufen, um die Passagiere von Bord zu lassen, die über argentinische Visa verfügten. Zur gleichen Zeit fand in Montevideo ein lateinamerikanischer Kongress statt bei dem die chilenischen Delegierten, zu denen auch Salvador Allende gehört haben soll, von dem Problem der in Uruguay abgewiesenen jüdischen Flüchtling erfuhren. Diese chilenischen Delegierten richteten eine Petition an den chilenischen Präsidenten Pedro Aguirre Cerda und baten um eine Einreisebewilligung für die 68 jüdischen Passagiere der Conte Grande nach Chile. Dessen Antwort fiel positiv aus.:S. 156
Die Conte Grande kehrte daraufhin offenbar wieder nach Montevideo zurück.

„Nun, da die Juden für Uruguay kein Problem mehr darstellten, ließen die Behörden sie an Land gehen. Die achtundsechzig Flüchtlinge wurden zehn Tage lang in einem Gebäude untergebracht, das der jüdischen Gemeinde gehörte, in einem großen Raum mit Matratzen auf dem Boden und nur einem Badezimmer, ohne jegliche zusätzliche Kleidung. Argentinien verweigerte ihnen die Überfahrt von seinem Land über die Anden nach Chile, was der kürzeste und einfachste Weg gewesen wäre. Sie mussten über die Magellanstraße, die äußerste Südspitze Südamerikas, in einem alten Schiff reisen, das nur große Räume anstelle von Kabinen hatte. Sie blieben etwas mehr als eine Woche in Punta Arenas und nahmen dann ein Schiff nach Valparaíso. Das war kurz nach dem Erdbeben von Chillán, und das Land befand sich gerade in einer Wirtschaftskrise, es war also nicht die beste Zeit, um nach Chile zu kommen.“

Bei Eva Goldschmidt Wyman finden sich Hinweise, dass die Conte Grande auch nach diesen hier beschriebenen Fahrten weiter Flüchtlinge von Europa nach Südamerika transportierte, jetzt aber vor allem direkt nach Chile.:S. 167

## US-Truppentransporter USSMonticello

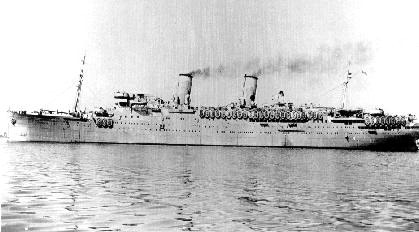
Als USS Monticello (AP-61) im Zweiten Weltkrieg.

Am 27. Februar 1942 wurde die Conte Grande in Brasilien registriert und ihre italienische Besatzung wurde durch eine brasilianische ersetzt und interniert. Am 16. April 1942 kauften die Vereinigten Staaten den Dampfer für den Einsatz in der United States Navy. Noch am selben Tag wurde die Conte Grande in São Paulo unter dem Namen USS Monticello (AP-61) in den Dienst der Navy gestellt. Neuer Kommandant wurde Captain Morton L. Deyo. Von dem amerikanischen Zerstörer USS Lansdale begleitet, fuhr die USS Monticello nach Philadelphia, wo sie für den Kriegseinsatz umgerüstet wurde. Die Arbeiten wurden am 10. September 1942 abgeschlossen.
Am 2. November 1942 lief die USS Monticello in New York nach Casablanca aus, wo sie Soldaten für die Operation Torch an Land brachte. Am 25. Dezember 1942 brach sie ebenfalls in New York zu einer Truppenfahrt nach Karatschi über den Panamakanal, Australien und Ceylon auf. 1943 folgten zwei Überfahrten, um Nachschubkräfte nach Oran zu bringen. Auf der Rückfahrt ging es von Afrika via Panamakanal nach San Francisco. In der ersten Jahreshälfte 1944 brachte sie überwiegend Männer von Kalifornien nach Hawaii, Australien und zu verschiedenen Stationen im Südpazifik. Im Juli 1945 wurde ihre Navy-Mannschaft in New York durch eine aus Mitgliedern der United States Coast Guard bestehenden Mannschaft unter Commander George R. Leslie ersetzt.

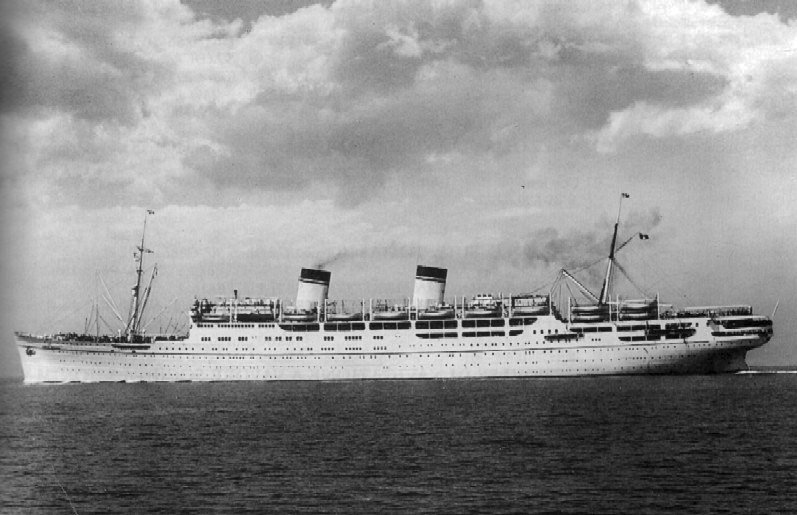
Die Conte Grande nach dem Zweiten Weltkrieg.

Bis zum 2. Oktober 1945 wurde die USS Monticello bei Todd’s Shipyards in Brooklyn ausgemustert und die Bewaffnung wurde demontiert. Sechs Tage später verließ sie New York Richtung Italien mit 176 italienischen Offizieren, 5590 italienischen Soldaten, 13 Offizieren der United States Army und 34 US-Soldaten an Bord. Am 19. Oktober 1945 lief sie in Neapel ein.
Am 22. März 1946 wurde das Schiff offiziell aus dem Dienst der US-Streitkräfte entlassen und am 27. Mai 1946 der War Shipping Administration (WSA) übergeben, die sich um die Rückführung kümmerte. Im Juni 1947 wurde sie wieder der italienischen Regierung übergeben und in den folgenden Jahren wieder unter dem Namen Conte Grande im Passagierverkehr von Italien nach Südamerika verwendet. Am 7. September 1961 traf das 34 Jahre alte Schiff zum Abbruch in La Spezia ein und wurde anschließend abgewrackt.